# 野澤しおり
野澤 しおり（のざわ しおり、2011年〈平成23年〉5月9日 - ）は、日本の子役。千葉県出身。アットプロダクション所属。

## 人物
特技はピアノ。ピアノにおいては、ピティナ・ピアノコンペティション2017で全国決勝大会出場。同大会の2018では地区本選第1位で決勝大会出場、2019では級が上がり4年生まで出場する級で2年生にして地区本選出場・優秀賞などといった成績を残している。
2023では全国決勝大会に出場し、銅賞を受賞している。

## 出演

### テレビドラマ
- はじめまして、愛しています。第1話・第5話（2016年7月14日・8月11日、テレビ朝日）
- 盲目のヨシノリ先生〜光を失って心が見えた〜（2016年8月27日、日本テレビ）- 新井里菜 役
- 地味にスゴイ! 校閲ガール・河野悦子 第2話（2016年10月12日、日本テレビ）- 小森谷めい 役
- 感情8号線（2017年、フジテレビTWO）- 坂本ヒナ 役
- 大貧乏（2017年1月8日 - 3月12日、フジテレビ） - 七草実結 役[4]
- 民衆の敵〜世の中、おかしくないですか!?〜（2017年10月23日 - 12月25日、フジテレビ）- 平田あかね 役
- 白日の鴉（2018年1月11日、テレビ朝日）- 友永奈緒 役
- 新・ミナミの帝王15（2018年1月13日、関西テレビ）- 紅（幼少期）役
- 未解決事件File.6 「赤報隊事件」（2018年1月27日、NHK）- 樋田桂子 役
- ○○な人の末路（2018年、日本テレビ）- 萩原里菜 役
- この世界の片隅に（2018年7月15日 - 9月16日、TBS）- 浦野すみ（幼少期）役
- 高嶺の花 第3話（2018年7月25日、日本テレビ）- 女の子 役
- ハケン占い師アタル（2019年1月17日 - 3月13日、テレビ朝日）- 的場中（アタル・幼少期）役
- 名古屋行き最終列車（メ〜テレ) - 山中花梨 役[5]
  - 名古屋行き最終列車2019 第3話(2019年2月4日)
  - 名古屋行き最終列車2020 第1話(2020年1月27日)
  - 名古屋行き最終列車2021～10歳の壁編（2021年）
- 月曜名作劇場 （2019年3月）
- おしい刑事（2019年5月、NHK BSプレミアム）
- 世にも奇妙な物語（フジテレビ）
  - 『'19 雨の特別編』「さかさま少女のためのピアノソナタ」（2019年6月8日）- 吉野八重（幼少期）役
- 少年寅次郎（2019年10月19日 - 11月16日、NHK総合）- 車さくら 役
  - 少年寅次郎スペシャル（2020年12月4日、5日、NHK総合）- 車さくら 役[6]
- 探偵が早すぎる スペシャル（2019年12月13日、20日、読売テレビ）- 星野麗華 役
- 13（サーティーン） （2020年8月、東海テレビ）- 森麗花 役
- Akiko's Piano～被爆したピアノが奏でる和音～（2020年8月15日、NHK BSプレミアム）- 明子（幼少）役
- 大河ドラマ 麒麟がくる（2020年、NHK）- 茶の振売の娘 役
- BS時代劇「赤ひげ3」（2020年10月23日-12月4日、NHK BSプレミアム）- つぐみ 役
- Soldiers～慈しむ者たち～（2020年、dtv）- 保科智優 役
- バイプレーヤーズ　名脇役の森の100日間 第7話（2021年2月19日、テレビ東京）- 子役 役
- BS時代劇『大富豪同心2』第2話（2021年6月4日、NHK BSプレミアム）- お信 役
- 半径5メートル 第7話（2021年6月11日、NHK総合）- 藤川あかり 役
- 漂着者 第7話（2021年9月11日、テレビ朝日）- 吉田由美 役
- 二月の勝者-絶対合格の教室-（2021年10月16日 - 12月18日、日本テレビ） - 直江樹里 役[7]
- スナック キズツキ 第12話（2021年12月24日、テレビ東京）- みちる 役
- マイファミリー 第4話 - 最終話（2022年5月1日 - 6月12日、TBS）- 東堂心春 役
- 最果てから、徒歩5分 第3話（2022年10月22日、BSテレ東）- 相原春海 役
- 君と世界が終わる日に Season4 第3話（2023年4月2日、Hulu）- 若松小夜子 役

### 映画
- 終わった人（2018年6月9日）- 麻衣 役
- 羊と蜜柑と日曜日（2021年3月26日アップリンク吉祥寺）- 笹本さくら 役
- 哀愁しんでれら（2021年2月5日）- 小林来実 役
- MIRRORLIAR FILMS Season6「カフネの祈り」（2024年12月13日）[8]

### 配信ドラマ
- 二月の勝者〜胸騒ぎの自習室〜（2021年11月20日配信、Hulu）- 直江樹里 役[9]

### テレビバラエティ
- 芸能界特技王決定戦 TEPPEN（2022年10月22日、フジテレビ）- ピアノ対決[10]
- 土曜プレミアム・TEPPEN（フジテレビ）
  - 2023年2月4日 - 2023冬【ピアノ＆ドラム音楽の祭典】- ピアノ対決
  - 2024年1月13日 - ピアノ歴代王者大集合! 史上最高レベル頂上決戦SP
  - 2024年8月10日 - 芸能界ピアノ頂上決戦! TEPPEN下剋上スペシャル
  - 2025年2月15日 - 史上最強! 歴代王者VS新世代ピアノTEPPEN 30回記念大会
- いきなり神演奏～ストリートピアノバトル～（2023年3月25日、フジテレビ）
- TEPPEN THE LIVE（2025年1月1日、フジテレビ）

### CM
- 講談社 「おともだち」「楽しい幼稚園」
- アース製薬 「ゴキジェットプロ」
- ハウス食品 「完熟トマトのハヤシライスソース」
- アフラック「アヒルカフェ ママ編」
- P&G「レノア 本格消臭」（2021年）
- 「観光庁ＧｏＴｏキャンペーン」(2021年)
- ライオン クリニカアドバンテージ ハミガキ 「はじめよう! 予防歯科」篇 (2025年4月 - )

### スチール
- キヤノン「EOS kiss×8iで子育てカメラ」モデル
- 「カメラの祭典〜フォトネクスト2015」

### ミュージックビデオ
- インナージャーニー ｢少女｣(2022)[11]

### その他
- 映画『大きな古時計』封切りイベント（2023年3月26日アップリンク吉祥寺）- 絵本『大きな古時計』朗読（大村恵子）時のピアノ演奏。